# Jim Fitzpatrick (rugby à XV)
Pour les articles homonymes, voir Jim Fitzpatrick et Fitzpatrick.
Pas d'image ? Cliquez ici

a Compétitions nationales et continentales officielles uniquement.

b Matchs officiels uniquement.
Dernière mise à jour le 15 mai 2012.
James Paul Fitzpatrick dit Jim Fitzpatrick, né le 2 juin 1892 à Los Angeles et mort le 9 octobre 1973 à San Marino en Californie, est un joueur américain de rugby à XV évoluant au poste de centre. Il est champion olympique avec l'équipe des États-Unis de rugby à XV en 1920.

## Biographie
Natif de Los Angeles, Jim Fitzpatrick fait ses études à l'Université de Santa Clara et joue au rugby à XV avec l'Olympic Club. En 1920, il fait partie de l'équipe olympique américaine qui part en Europe pour disputer les Jeux olympiques à Anvers. Il remporte la médaille d'or avec l'équipe de rugby qui bat l'équipe de France sur le score de 8 à 0 dans l'unique match de la compétition,. Un mois après le titre olympique, il dispute un test match contre les Français, cette fois perdu sur le score de 14 à 5.